# Smokvica Krmpotska
Smokvica Krmpotska nebo často pouze Smokvica (italsky Smoquizza) je malá vesnička a přímořské letovisko v Chorvatsku v Přímořsko-gorskokotarské župě, spadající pod opčinu města Novi Vinodolski. Nachází se asi 8 km jihovýchodně od Novi Vinodolski. V roce 2001 zde žilo celkem 48 obyvatel. V roce 1981 zde žilo 20 obyvatel a v roce 1991 již 29, takže počet obyvatel ve Smokvici stoupá.
Smokvica leží v oblasti regionu Chorvatské Přímoří (Hrvatsko primorje), a je jednou z vesnic souhrnně označovaných jako Krmpote, podle čehož je také kvůli odlišení od stejnojmenné opčiny na ostrově Korčula oficiálně pojmenována. Nad vesnicí se vypíná pohoří Gorski Kotar. Vesnice je taktéž umístěna naproti ostrovu Krk. Sousedními vesnicemi jsou Alan, Drinak, Klenovica a Sibinj Krmpotski.
Se sousedními vesnicemi je Smokvica Krmpotska propojena silnicí D8, která jí prochází a je nejdůležitější komunikací ve vesnici, jelikož ji spojuje s pobřežními vesnicemi, a dále pak silnice 5110, která ji spojuje s vnitrozemím.